# Enteromius pellegrini
Enteromius pellegrini é uma espécie de peixe actinopterígeo da família Cyprinidae.
Pode ser encontrada nos seguintes países: Burundi, Ruanda, Tanzânia e Uganda.
Os seus habitats naturais são: rios.
Está ameaçada por perda de habitat.